# Corporatisme
Corporatisme is een maatschappijsysteem, dat wetgevende macht aan een burgervergadering  toekent waarin economische, industriële, agrarische en professionele maatschappelijke groepen zijn vertegenwoordigd. Vergeleken met het pluralisme, waarin vele groepen strijden om de macht over de staat, heeft in het corporatisme een beperkt aantal, onverkozen lichamen een beslissende rol in het politieke besluitvormingsproces. Het corporatisme is een politiek-economische leer, die probeert een middenweg te vormen tussen het marxisme en het kapitalisme, en die verwant is aan het solidarisme.

## Geschiedenis

### Oorsprong
Het corporatisme ontstond in conservatieve milieus in het midden van de 19de eeuw, als een reactie op de moderniteit, en ging in tegen zowel het individualistische liberalisme als het collectivistische socialisme. Het corporatisme was geïnspireerd op de middeleeuwse gilden, en had als doel om, net als in de middeleeuwen, te komen tot een maatschappij gebaseerd op organisch gegroeide sociale verbanden, waarin een ieder zijn plaats kende.
In oorsprong wilde het corporatisme de economie indelen in corporaties per deelgebied, die de marxistische sociale klassen zouden overstijgen en verenigen. Patroons en arbeiders zouden samen in een corporatie zitten, en zo gezamenlijk hun problemen oplossen.
Op sociaal vlak organiseerde het corporatisme vakorganisaties, waarin niet alleen arbeiders, zoals in de syndicaten of vakbonden, maar arbeiders én werkgevers zetelden. 
Dergelijke 'gemengde beroepsorganisaties' moesten de corporatistische sociale orde garanderen.

### Politiek corporatisme in het interbellum
Op politiek vlak kantte het corporatisme zich tegen de liberale visie van de individuele burger, die zelf bepaalt voor wie hij stemt, en ook tegen de socialistische visie van strijd tussen de sociale klassen. In plaats van de politiek te organiseren op basis van individuen (liberalisme) of klassenstrijd (socialisme), wilde het corporatisme de verschillende maatschappelijke groepen onderling verbinden, en vervolgens ook aan de staat binden.
Kapitalisme en liberalisme beschouwen het corporatisme als zuivere overheidsinterventie. Het marxisme beschouwt het corporatisme als socialisme voor de bourgeoisie. Er bestaat echter ook een liberale variant, het liberaal-corporatisme. Het liberaal-corporatisme probeert op rationele gronden aan te tonen dat een overlegmodel voor zowel werkgevers als werknemers gunstig is. De overheid komt er in dit model niet of nauwelijks aan te pas. Het liberaal-corporatisme is de enige variant binnen het corporatisme die individualistisch is. Het is ook onmiskenbaar kapitalistisch. Een bedrijf is volgens het liberaal-corporatisme meer dan alleen een naar winst strevende onderneming, maar heeft ook een sociale functie. John Stuart Mill was een voorstander van een vorm van liberaal-corporatisme, evenals de Canadese premier William Lyon Mackenzie King. Het is niet duidelijk of het liberaal-corporatisme dichter bij het klassieke liberalisme of bij het sociaalliberalisme staat, waarschijnlijk is het een tussenvorm. (Overheidsinterventie wordt in de regel afgewezen, goede wetgeving aangemoedigd.)
Het Plan De Man, het Plan van de Arbeid van België ontworpen door Hendrik de Man had uitgesproken corporatistische trekken. Via economische planning door middel van vijf economische secretariaten, die beheerd werden door technocraten, zou een einde gesteld worden aan de werkloosheid en zo ook aan de voedingsbodem voor het fascisme. De grootste vijand was het monopoliekapitalisme, waar de staat zijn invloed verliest aan de grote bedrijven. Het plan voorzag dan ook in een beleid van nationalisering van basisindustrieën.
Met enige reserve kan men het Plan van de Arbeid (SDAP, 1935) van onder meer Jan Tinbergen en Hein Vos eveneens tot het corporatisme rekenen.
In fascistische landen werd vaak een corporatief stelsel ingevoerd, aangeduid met de naam verticaal corporatisme. Niet alleen werkgevers en werknemers hadden zitting in een corpus, maar ook afgevaardigden van de fascistische partij. Op die manier is er sprake van grote overheidsinterventie.
Bij het horizontale corporatisme, ook aangeduid met horizontaal syndicalisme, is de inmenging van de overheid beperkter: zij grijpt alleen in wanneer de werkgevers en werknemers er niet uitkomen. Dit corporatisme werd neergeschreven door paus Pius XI in zijn encycliek Quadragesimo anno. Wanneer volledige overheidsinterventie ontbreekt, dan neigt het systeem tot een vorm van anarchosyndicalisme. Het Spaanse falangisme trachtte een soortgelijk systeem in te voeren, doch dit stuitte op de weerstand van Franco.

## Toepassing
Landen met een corporatistisch systeem:
| Land | Land       | Periode       | Regime                                                                                  | Aantekening(en) |
| ---- | ---------- | ------------- | --------------------------------------------------------------------------------------- | --------------- |
|      | Italië     | 1922–1945     | Fascistisch Italië onder Benito Mussolini                                               | [ 1 ]           |
|      | Portugal   | 1933–1974     | Estado Novo onder dr. António de Oliveira Salazar (1933-68)/ Marcello Caetano (1968-74) |                 |
|      | Bulgarije  | 1934-1935     | Regime van Zveno onder Kimon Georgiev                                                   |                 |
|      | Brazilië   | 1937–1945     | Estado Novo onder dr. Getúlio Vargas                                                    |                 |
|      | Oostenrijk | 1934–1938     | Standenstaat onder dr. Engelbert Dollfuss (1934) en dr. Kurt Schuschnigg (1934-38)      | [ 2 ]           |
|      | Argentinië | 1946–1955     | Militaire regime onder Juan Perón                                                       | [ 3 ]           |
|      | Spanje     | 1939-1977     | Spaanse Staat onder Francisco Franco                                                    | [ 4 ]           |
|      | Estland    | 1934-1940     | Regime van Konstantin Päts                                                              |                 |
|      | Letland    | 1934-1940     | Regime van Karlis Ulmanis                                                               |                 |
|      | Litouwen   | 1926-1940     | Regime van Antanas Smetona                                                              |                 |
|      | Mexico     | 1938- c. 1990 | Mexico onder de Institutioneel Revolutionaire Partij                                    | [ 5 ]           |
|      | Zuid-Korea | 1948-1960     | Regime van Syngman Rhee                                                                 | [ 6 ]           |

Landen met corporatistische trekken:
- In Nederland kent men het aan het corporatisme ontleende poldermodel.
- Ierland, waar men het "sociale partnerschap" (Social Partnership) kent.
- België met zijn sociaal overleg.